# Celebeszi darázsölyv
A celebeszi darázsölyv (Pernis celebensis) a madarak osztályának vágómadár-alakúak (Accipitriformes) rendjébe, ezen belül a vágómadárfélék (Accipitridae) családjába és a darázsölyvformák (Perninae) alcsaládjába tartozó faj.
A magyar név forrással nincs megerősítve.

## Rendszerezése
A fajt Alfred Russel Wallace brit természettudós írta le 1868-ban.

## Előfordulása
Délkelet-Ázsiában, az Indonéziához tartozó Celebesz szigetén honos. Természetes élőhelyei a szubtrópusi és trópusi síkvidéki és hegyi esőerdők. Állandó, nem vonuló faj.

## Megjelenése
Testhossza 59 centiméter.

## Természetvédelmi helyzete
Az elterjedési területe nagyon nagy, egyedszáma ugyan csökken, de még nem éri el a kritikusz szintet. A Természetvédelmi Világszövetség Vörös listáján nem fenyegetett fajként szerepel.